# District de Dong Da
Đống Đa (vietnamien : Quận Đống Đa) est un district (quận) de Hanoï au  Viêt Nam.

## Lieux et monuments

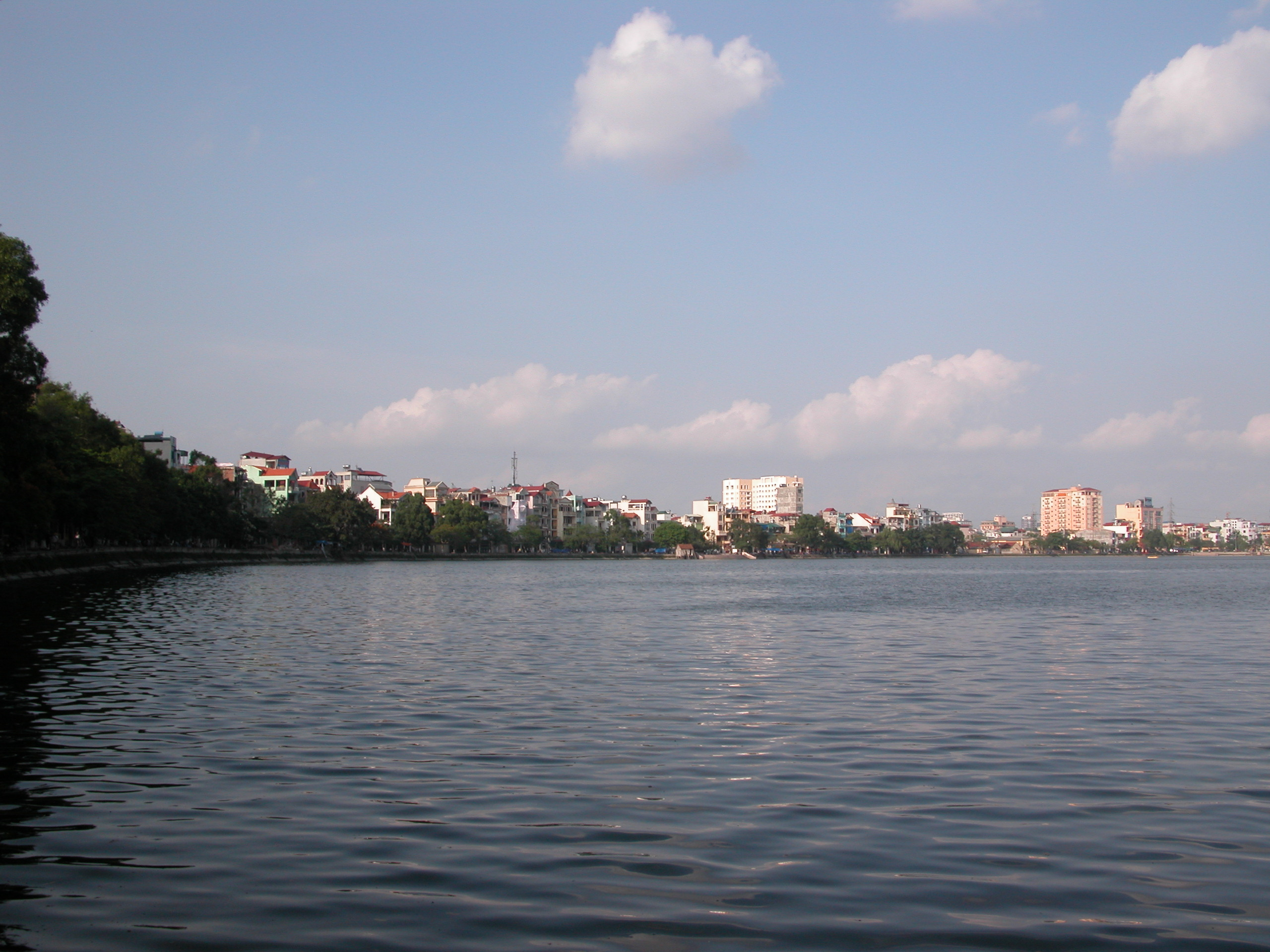
Lac de Hoang Cau

- Gare de Hanoï
- Temple de la Littérature de Hanoï
- Université de médecine de Hanoï
- Stade Hàng Đẫy
- Temple Láng